# ヴィルシーナ
ヴィルシーナ（欧字名:Verxina、2009年3月5日 - ）は、日本の競走馬、繁殖牝馬。
2013年・2014年のヴィクトリアマイル（GI）を連覇した。

## 概要
2009年、北海道安平町のノーザンファームで生産された父ディープインパクト、母ハルーワスウィートの牝馬である。尻尾のない母の現役時代のファンだった馬主佐々木主浩が所有し、母を管理した栗東トレーニングセンター所属の調教師友道康夫の管理のもとデビューを果たした。2012年秋の新馬戦を優勝した後、阪神ジュベナイルフィリーズ（GI）で除外されて、エリカ賞（500万円以下）に回り2勝目、2013年初めのクイーンカップ（GIII）で重賞初勝利を挙げ、牝馬クラシック戦線に参入した。
牝馬クラシック初戦の桜花賞（GI）でジェンティルドンナに敗れる2着となった後、続く優駿牝馬（オークス）（GI）でもジェンティルドンナに敗れる2着。夏休みを挟んだトライアル競走のローズステークス（GII）でもジェンティルドンナに敗れる2着、牝馬三冠最終戦の秋華賞（GI）ではジェンティルドンナに最も詰め寄ったがハナ差、約7センチメートル及ばず2着となり、史上初めてとなる牝馬三冠すべて2着となった。
続いてジェンティルドンナ不在となったエリザベス女王杯（GI）に臨むも、レインボーダリアに届かず再び2着となり、メイショウドトウに並び史上2例目となる同一年のGI4連続2着を記録した。年をまたいで古馬となった2013年、ヴィクトリアマイル（GI）でホエールキャプチャに約12センチメートル先着してGI初勝利を挙げた。精神面の不調で大敗を続けたが、翌2014年のヴィクトリアマイルで復活優勝を果たし、史上初めてとなるヴィクトリアマイル連覇を成し遂げた。
競走馬引退後は繁殖牝馬となり、2020年の新潟記念（GIII）を優勝したブラヴァス（父:キングカメハメハ）などを産んでいる。

## デビューまで

### ハルーワスウィート
ハルーワスウィートは、2001年に北海道安平町のノーザンファームで生産された牝馬である。ハルーワスウィートという名は、甘いお菓子を意味する。母ハルーワソングは未出走のまま繁殖入りした繁殖牝馬で、その母系は1980年エクリプス賞最優秀古馬牝馬であり、繁殖牝馬としても1996年のエクリプス賞最優秀芝牡馬シングスピールや種牡馬として成功を収めたラーイ、メイセイオペラの父であるグランドオペラを産んだグローリアスソングに繋がる良血馬である。父はアメリカで供用され、数多くの活躍馬を残したマキャベリアンであり、ハルーワスウィートはアメリカで宿された後に日本に輸入され、ノーザンファームで産み落とされたいわゆる持込馬だった。ハルーワスウィートは、先天的に尾骨がなく、尻尾が欠如していた。競走馬は尻尾でバランスを取りながらターンを行うとされているが、ハルーワスウィートにその機能を欠くハンディキャップを背負わされた。
栗東トレーニングセンター所属の調教師である友道康夫は、ハルーワスウィートが幼い頃、調教師免許を取得したばかりで自身の厩舎を持たない新米技術調教師だった。友道は、来る開業に備え、友道厩舎の一期生となる幼駒を探し求めていた。ちょうどその時、吉田勝己から推薦されて、生まれて間もない当歳馬であったハルーワスウィートを見初める。友道には、ハルーワスウィートの馬体が魅力的に映っていた。そして開業次第、友道厩舎に引き入れていた。ハルーワスウィートの血統背景は開業もしていない技術調教師が預託されるようなものではなかったが、そのような馬を自分が預かることができたのは尻尾がなかったことが理由だろうと友道は振り返っている。ハルーワスウィートは、2003年に競走馬としてデビューし、2007年に引退する間に5勝を挙げ、準オープンクラスまで出世した。
ハルーワスウィートは、2007年からノーザンファームで繁殖牝馬となった。初年度は、ダンスインザダークと交配し、2008年に初仔となる牡馬を産む。そして同年、2年目は、ディープインパクトと交配していた。翌2009年3月5日、青毛の牝馬である2番仔（後のヴィルシーナ）が誕生する。
この後のハルーワスウィートは、2010年に3番仔を、不受胎に終わって空胎の1年を経て、2012年に栗毛の牡馬である「4番仔」（父:ハーツクライ）を、2013年に青毛の牝馬である「5番仔」（父:ディープインパクト）を産むことになる。この「4番仔」はシュヴァルグランであり、「5番仔」はヴィブロスである。
ヴィルシーナは2013年、2014年のヴィクトリアマイル、シュヴァルグランは2017年のジャパンカップ、ヴィブロスは2016年の秋華賞と2017年のドバイターフを制覇しG1馬となった。産駒3頭によるG1制覇はダンシングキイ、シーザリオと並ぶ日本記録タイである。
この優れた繁殖成績により、「ハルーワスウィート（HALWA SWEET）」の名は後に国際競馬統括機関連盟によって国際保護馬名（全世界でのサラブレッドへの命名禁止）に指定された。
2021年繁殖牝馬を引退。その後はノーザンファームで離乳直後の仔馬たちを率いるリードホースを務め、2024年に23歳で死亡した。
ハルーワスウィートの産駒は8頭全て佐々木主浩が馬主になり、自身が現役時代預託されていた友道厩舎に預けられている。ハルーワスウィートについて、佐々木は「おとなしくて本当に良い子」だったと印象を述べている。

#### 繁殖成績
- 現役馬の成績は2024年11月2日現在。

|       | 生年   | 馬名               | 性 | 毛色   | 父                 | 馬主       | 厩舎                           | 戦績                                                                                              | 備考     | 出典   |
| ----- | ------ | ------------------ | -- | ------ | ------------------ | ---------- | ------------------------------ | ------------------------------------------------------------------------------------------------- | -------- | ------ |
| 初仔  | 2008年 | ファルスター       | 牡 | 鹿毛   | ダンスインザダーク | 佐々木主浩 | 栗東・友道康夫                 | 24戦3勝                                                                                           | （引退） | [ 14 ] |
| 2番仔 | 2009年 | ヴィルシーナ       | 牝 | 青毛   | ディープインパクト | 佐々木主浩 | 栗東・友道康夫                 | 21戦5勝 ヴィクトリアマイル（GI 2013年、2014年）、クイーンカップ（GIII 2012年）                    | 繁殖牝馬 | [ 1 ]  |
| 3番仔 | 2010年 | ランギロア         | 牡 | 栗毛   | アグネスタキオン   | 佐々木主浩 | 栗東・友道康夫                 | 8戦3勝                                                                                            | （引退） | [ 15 ] |
| 4番仔 | 2012年 | シュヴァルグラン   | 牡 | 栗毛   | ハーツクライ       | 佐々木主浩 | 栗東・友道康夫                 | 33戦7勝 ジャパンカップ（GI 2017年）、阪神大賞典（GII 2016年）、アルゼンチン共和国杯（GII 2016年） | 種牡馬   | [ 16 ] |
| 5番仔 | 2013年 | ヴィブロス         | 牝 | 青毛   | ディープインパクト | 佐々木主浩 | 栗東・友道康夫                 | 17戦4勝 秋華賞（GI 2016年）、ドバイターフ（GI 2017年）                                            | 繁殖牝馬 | [ 17 ] |
| 6番仔 | 2019年 | イヴィステラ       | 牝 | 鹿毛   | ハーツクライ       | 佐々木主浩 | 栗東・友道康夫 →美浦・小島茂之 | 15戦0勝                                                                                           | （引退） | [ 18 ] |
| 7番仔 | 2020年 | グランヴィノス     | 牡 | 青鹿毛 | キタサンブラック   | 佐々木主浩 | 栗東・友道康夫                 | 6戦3勝                                                                                            | （現役） | [ 19 ] |
| 8番仔 | 2021年 | エヴァンスウィート | 牝 | 栗毛   | スワーヴリチャード | 佐々木主浩 | 栗東・友道康夫                 | 7戦2勝                                                                                            | （現役） | [ 20 ] |

### 幼駒時代
2番仔が幼駒だった頃、兄にあたる初仔は、セレクトセールに上場され、売却が図られていた。尻尾がない母ハルーワスウィートは、ファンの多い馬だった。そのファンの一人に、元プロ野球選手の佐々木主浩がいた。馬主となった佐々木は、好きなハルーワスウィートの仔の所有を熱望し、セレクトセールに挑んでいた。佐々木は競り勝ち、3885万円で購入し初仔を我が物にする。その後、ハルーワスウィートの仔たちは、セレクトセールに上場されないままに、佐々木の所有となっていた。佐々木が、セールを経ずとも購入する権利を勝ち取った最初の仔が、2番仔だった。佐々木にとって初めてとなるディープインパクト産駒所有だった。佐々木は、牧場時代について「なんの心配もない馬」だったと回顧している。

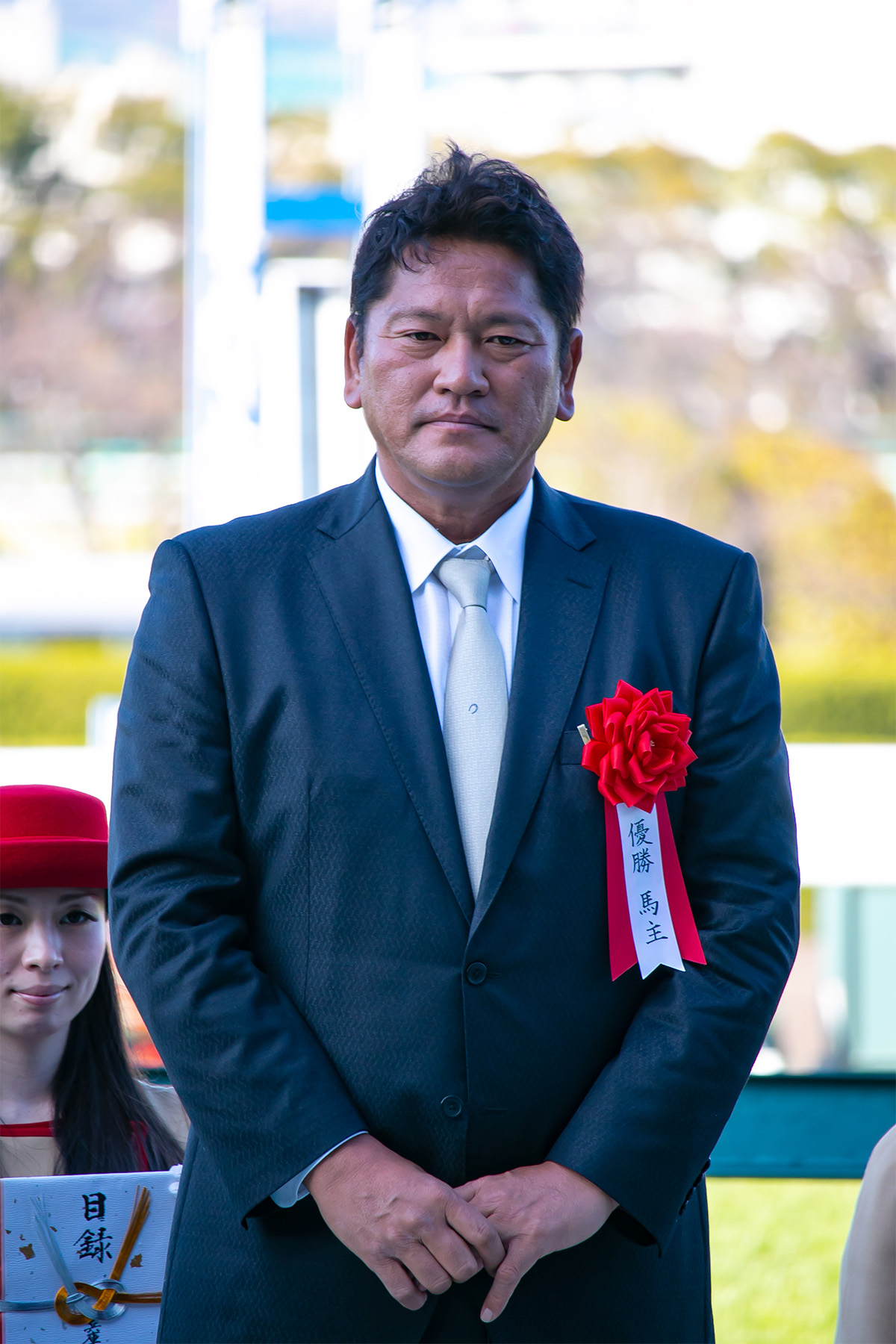
佐々木主浩

それまでは、冠名として「マジン」を用いてきた佐々木だったが、妻でタレントの榎本加奈子からのアドバイスで、冠名を用いなくなっていた。榎本は、代わりに「ヴ」という文字を用いるように忠告していた。それはヴィクトワールピサやエアグルーヴ、ネオユニヴァースなど名前に「ヴ」が含まれている競走馬が活躍していると感じたためだった。ハルーワスウィートの仔でも、初仔や3番仔はそれぞれ「ファルスター」「ランギロア」と「ヴ」が含まれていない名前だったが、2番仔、4番仔以降には「ヴ」が用いられるようになった。2番仔は、榎本自らが命名しており、ロシア語で「頂点」を意味する「ヴィルシーナ（Вирсина）」（ラテン翻字：Virsina）という競走馬名を授けていた。なお佐々木は、以降のハルーワスウィート産駒、つまりファルスターやヴィルシーナの弟妹たちも相次いで購入していた。例えばシュヴァルグランやヴィブロスなどである。
ヴィルシーナは、母同様に友道厩舎に入厩する。友道はデビューを前に「このお母さんは本当に父の特徴が出た子を出すんだ。この馬もディープというか、いかにもSS（サンデーサイレンス）系といった感じ。牧場、厩舎のスタッフみんなが乗り味の良さを褒めてくれる。これで走ってくれなきゃ困るよ」と述べている。

## 競走馬時代

### 2-3歳（2011-12年）

#### クラシックまでの道程
函館競馬場でゲート試験を合格した後、8月28日、札幌競馬場の新馬戦（芝1800メートル）に福永祐一が騎乗してデビュー。単勝オッズ2.6倍の1番人気という信頼だった。道中は3番手を追走、勝負所で自ら前進しようとせず、他に後れを取ったが、福永に強く促されて盛り返し、直線に差し掛かって内側から末脚を発揮した。先行馬を差し切り、抜け出してからは促さずとも先頭を守っていた。後方に1馬身4分の1差をつけて先頭で決勝線に到達。初出走初勝利、馬主佐々木にとっても初めてとなる初出走初勝利だった。
この後は、北海道滞在を続けて札幌2歳ステークスで重賞挑戦をするプランもあったが、将来を考えて自重して栗東に帰還した。11月13日、京都競馬場の黄菊賞（500万円以下）に参戦し1番人気に推されたが、人気に応えられなかった。先行する2番人気ブライトラインや9番人気プレミアムブルーを捉えられなかった。2頭におおよそ4分の3馬身敵わず、3着だった。
続いて2歳女王決定戦に位置づけられるGI競走阪神ジュベナイルフィリーズへ出走登録をしたが、重賞2着なしの1勝では、実績足りず除外。その代わりに同日の条件戦、芝2000メートルのエリカ賞（500万円以下）に進んだ。これまでは、騎手が促してもなかなか進まず、出世が妨げられる結果となっていた。そこで陣営は、その欠点を補うために、強く追える豪腕の外国人騎手を用意、短期免許で参戦中のイオリッツ・メンディザバルを起用して参戦した。
陣営は、ヴィルシーナをクラシックで頂点を目指せる器を備えていると認識していたが、中でも牝馬クラシック第二弾の芝2400メートル、優駿牝馬（オークス）に適性があると捉えていた。そのため陣営は、優駿牝馬を見据えて、長い距離の競走参戦も視野に入れ、敢えて牡馬も出走するエリカ賞を選んでいた。

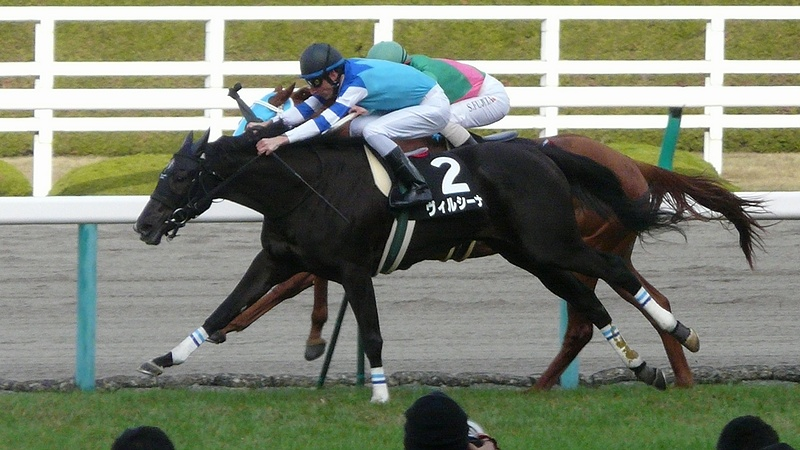
エリカ賞

ヒストリカルなどを相手に3番人気という信頼だった。スタートから先行して2番手を確保。度を超えたスローペースを追走し、2番手で直線に向き、逃げる7番人気タガノレイヨネを目指して追い上げていた。スローで先行馬が残る流れの中、メンディザバルに促されて末脚を発揮すると、後方から追い込む面々を振り切り、タガノレイヨネに並びかけて先頭を奪取していた。タガノレイヨネには粘られ、横一線の競り合いとなったが、クビ差先に決勝線に到達。牡馬を下して2勝目、この後は休養となった。
休養する間に年をまたいで2012年となる。クラシックを迎える3歳は、2月11日のクイーンカップ（GIII）で始動した。初めてとなる重賞参戦であるほか、初めてとなる遠征での参戦、マイル距離への参戦だった。距離こそクラシック第一弾の桜花賞と同じマイルだったが、陣営はあくまでも優駿牝馬を見据えていた。このクイーンカップでは、結果は二の次だった。事前に遠征を経験させ、本番と同じ東京競馬場を経験させることが主だった狙いだった。また短期免許のメンディザバルから、地方競馬出身騎手で同じく豪腕の岩田康誠に乗り替わり、新コンビを結成して参戦となった。出走できなかった阪神ジュベナイルフィリーズで4着のイチオクノホシが1番人気、ヴィルシーナは、それに次ぐ単勝オッズ4.7倍の2番人気だった。
スタートからいつものように先行し、2番手を確保。逃げ馬も早々に決まる流れとなり、前半の3ハロンを36.6秒で通過するスローペースとなった。スローになると折り合いを欠く可能性が高まるが、ヴィルシーナはその流れに順応し、終いにエネルギーを蓄えていた。2番手を守って直線で末脚を発揮すると、垂れる逃げ馬を捉えて先頭を奪取した。この後、イチオクノホシが詰め寄ってきたが、先頭は明け渡さなかった。イチオクノホシに1馬身4分の1差をつけて決勝線に到達した。重賞初勝利、2008年リトルアマポーラ以来となる関西馬によるクイーンカップ優勝だった。

#### 桜花賞
重賞優勝によりクラシック戦線参入に成功し、初戦の桜花賞へ直行となった。ただし、導いてくれた岩田とのコンビ解消を余儀なくされる。岩田は、重賞勝利に導いた直後「ディープインパクトには乗ったことはないが、こういう跳びをしているのかなと思った」と高く評価していたが、共にクラシックの栄冠に挑むことは不可能だった。

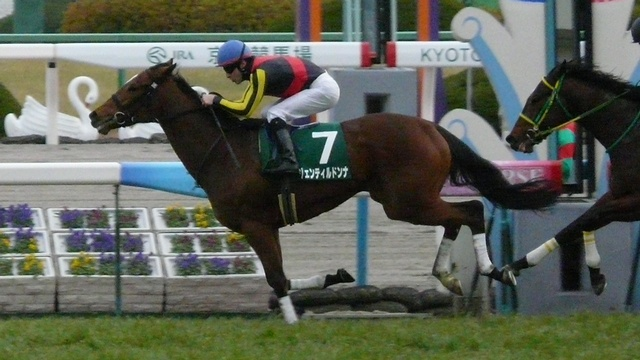
ジェンティルドンナ

岩田が手放したのは、同じノーザンファーム生産のディープインパクト産駒であるジェンティルドンナに騎乗する先約があったためだった。ジェンティルドンナは、短期免許の外国人騎手3人を起用して3連勝。年初めのシンザン記念を牝馬ながら優勝し、クラシック参戦を確定させていた。ジェンティルドンナに靡いた岩田に代わり、ヴィルシーナには、内田博幸が起用される。内田もまた、地方競馬出身の豪腕だった。以後、内田は引退まで関与し続けることになる。

4月8日、クラシック初戦の桜花賞（GI）に参戦する。ヴィルシーナは、単勝オッズ10.2倍の4番人気だった。人気で上回ったのは、阪神ジュベナイルフィリーズ優勝のジョワドヴィーヴル、岩田のジェンティルドンナ、フィリーズレビュー優勝のアイムユアーズだった。
7枠15番からスタートして先行し、好位の外側を確保する。逃げ馬が平均ペースで引っ張る流れの4番手を追走し、背後のアイムユアーズ、中団のジェンティルドンナ、後方のジョワドヴィーヴルからの逃走を図った。直線に差し掛かり、先行集団を外からかわして進出した。先頭を奪取しかけたが、時を同じくしてアイムユアーズも進出しており、先頭争いとなった。遅れて外から追い上げたジェンティルドンナも加わり、内からヴィルシーナ、アイムユアーズ、ジェンティルドンナが横一線となっていた。3頭による先頭争いでは、追い込むジェンティルドンナの末脚が最も鋭かった。先行していたヴィルシーナは、初め最も劣勢で、アイムユアーズにもたやすく先頭を譲るほどだった。それでも内田に促されてもう一伸びすると、アイムユアーズを争いから脱落させるほど盛り返し、時を同じくして外から差し切ろうとするジェンティルドンナに応戦した。

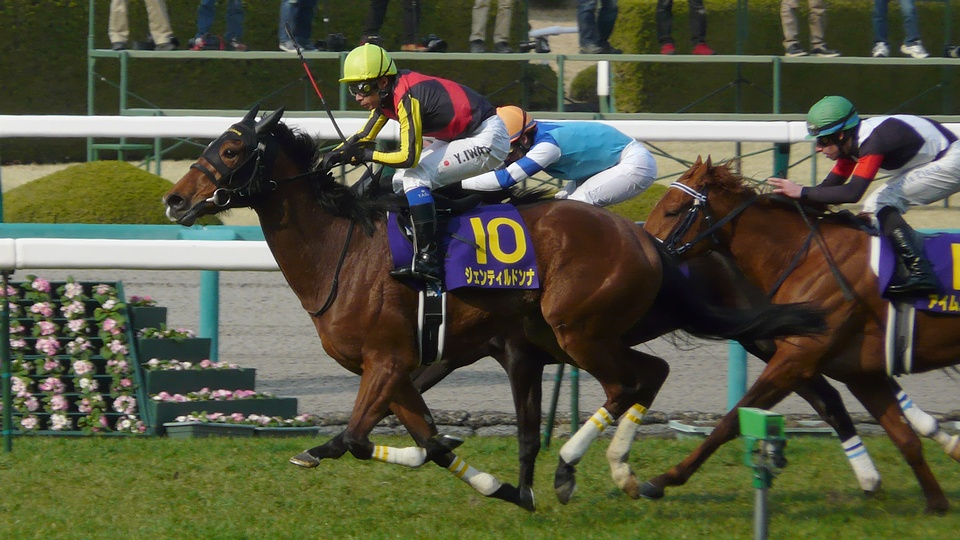
先頭ジェンティルドンナ（黄帽、10番）と応戦するヴィルシーナ（橙帽）、後れを取るアイムユアーズ（緑帽）

勢いはジェンティルドンナに分があり、先頭は明け渡した。食い下がって独走は許さず、ゴール寸前まで粘ったが、半馬身及ばなかった。アイムユアーズに半馬身先着を果たしたが、ジェンティルドンナに敗れる2着だった。上位2頭は共にディープインパクト産駒であり、ヴィルシーナは、2004年のサンデーサイレンス産駒以来となる同一種牡馬産駒によるワンツーフィニッシュ達成に関与していた。

#### 優駿牝馬（オークス）
続いて5月20日、陣営の本命であるクラシック第二弾の優駿牝馬（オークス）（GI）に参戦し、ジェンティルドンナとの再戦となる。再戦では桜花賞の着順が逆転し、ヴィルシーナの方が信頼を集めていた。ジェンティルドンナは、マイルの経験しかないうえに、関東未経験、さらに岩田の騎乗停止により、代打川田将雅で臨んでいるなど不安要素が重なっていた。ヴィルシーナは、ジェンティルドンナを上回る人気を得るも、1番人気にはならなかった。フローラステークス優勝から挑むミッドサマーフェアが3.3倍の1番人気、次いでヴィルシーナが3.6倍、ジェンティルドンナが5.6倍、アイムユアーズが7.7倍だった。
スタートから先行し第1コーナーを6番手で通過、逃げ馬が積極的に率いたためにハイペースとなる中、控えて徐々に位置を下げて中団で落ち着き、末脚に賭けていた。対抗馬のミッドサマーフェアとジェンティルドンナは、ヴィルシーナより後方で待機していた。
中団馬群に潜んでいたヴィルシーナは、直線に向いてから内田に促されて進出を開始。馬群を割って抜け出し、直線半ばで先頭を奪取していた。しかし時を同じくして、ジェンティルドンナが大外から進出し、ヴィルシーナを上回る末脚を発揮していた。先頭はすぐに奪われ、抗うこともできず突き放されていた。挽回不能なリードをたちまち築かれ、またもジェンティルドンナに敵わなかった。桜花賞の半馬身差からさらに突き放される5馬身差の2着、1.7秒更新するレースレコード樹立、1980年ケイキロク以来32年ぶりグレード制導入後では最大となる優勝着差を許して敗退した。
1993年優勝ベガと2着ユキノビジン、2009年優勝ブエナビスタと2着レッドディザイア以来史上3例目となる牝馬クラシック同一着順でのワンツーフィニッシュ。1963年パスポート、1978年サンエムジョオー、1993年ユキノビジン、2008年エフティマイア、2009年レッドディザイアに続いて史上6頭目となる牝馬クラシック共に2着を記録していた。優勝したら車を買い替える気持ちで本番に臨んだ佐々木だったが、2着で叶わなかった。

#### 秋華賞
優駿牝馬の後は、北海道に移動して夏休みを過ごした。8月10日に帰厩し、秋は秋華賞が目標に、2着で足踏みして届いていないGIタイトル奪取を目指した。春に二度立ち塞がったジェンティルドンナもまた、牝馬三冠を懸けて秋華賞を目指していた。そのためヴィルシーナは、自身の三度目の正直成就と、最終戦での偉業阻止に挑む機会に恵まれることとなった。9月16日、トライアル競走であるローズステークス（GII）で始動となる。ジェンティルドンナもまたローズステークスで始動しており、前哨戦からの連続対決が実現した。10頭立てとなる中、人気は三度目の対決の2頭に集中しジェンティルドンナが単勝オッズ1.5倍、ヴィルシーナが3.8倍という信頼だった。
スタートからジェンティルドンナに後れを取った。ジェンティルドンナが先行して逃げ馬の背後2番手を追走する一方、ヴィルシーナは、ジェンティルドンナの背後4番手でマークする形だった。スローペースを追走した後、直線の末脚でビハインドを取り戻そうと試みた。しかしジェンティルドンナの末脚が勝り、反対に突き放されていた。独走を許して1馬身半差及ばず、ジェンティルドンナに次ぐ再三の2着となった。
続いて本番である牝馬三冠最終戦、10月14日の秋華賞（GI）に参戦する。夏の間に出世した上がり馬や、古馬相手のクイーンステークスを優勝したアイムユアーズなどが出走していたが、注目は、春のワンツーであるジェンティルドンナとヴィルシーナの四度目の対決だった。ただし同格では扱われず、牝馬三冠が懸かるジェンティルドンナが、単勝オッズ1.3倍という抜けた1番人気となる。直接対決で3戦全敗のヴィルシーナは6.1倍、大きく突き放された2番人気だった。
京都競馬場の内回りで行われる秋華賞は、最後の直線が短いため先行策が有利とされていた。優れた末脚を持つジェンティルドンナが、前哨戦で先行したのも、本番を見据えていたためだった。これまで先行しながら、幾度となくジェンティルドンナに差し切られたヴィルシーナは、先行するのに都合の良い最内枠1枠1番が与えられる。舞台と枠番に恵まれ、ジェンティルドンナを負かすために逃げに出ていた。
スタートから先行してハナ争いに加わり、内田に強く促されて第1コーナー手前でハナを確保した。単独で逃げる形に持ち込んでからは急速にスピードを落とし、終いのために体力を温存した。馬は加速から減速の指示を受けても混乱し、折り合いを欠いてしまうことが多いが、ヴィルシーナと内田は例外だった。第1コーナー付近では200メートルから400メートル地点まで11.0秒で進んだものの、次の200メートル区間では13.2秒、その次は13.4秒まで落とし、ヴィルシーナに有利なスローペースに持ち込んでいた。その一方、ジェンティルドンナは中団の後方を追走していた。

有利な展開に自ら持ち込んだが、このまま終盤に行き着かず、単勝オッズ200倍台の15番人気チェリーメデューサにただ1頭抗われた。チェリーメデューサは、最後方だったがバックストレッチを使ってまくり、逃げるヴィルシーナを外からかわしていた。そればかりか後続を突き放して大逃げする形となっていた。ヴィルシーナはそれに反応しなかった。終いに差し掛かってからスパートして、独走するチェリーメデューサを追いかけるとともに、中団にいるジェンティルドンナからの逃走を図った。
最内枠から逃げに出たヴィルシーナは、常に最短距離、内柵沿いを走行していたが、直線では、敢えて徐々に外側に斜行しながらスパートとなる。外から来るであろう脅威ジェンティルドンナと併せ馬の形を取り、直接負かそうと画策していた。その通りジェンティルドンナは、中団外から末脚を使って追い込み、ヴィルシーナの真横まで迫り来ていた。ヴィルシーナは抵抗して2頭横並びに持ち込んで、共にチェリーメデューサを追いかけて、残り30メートルで差し切った。それから始まった2頭による先頭争いでは、ヴィルシーナは、これまでのようにジェンティルドンナに突き放されず、抵抗した。一度はジェンティルドンナに先を譲る形となったが盛り返し、横並びの状態で決勝線に到達していた。2頭の優劣は、目視では判別できないほどの小差であり、写真判定に委ねられた。このとき佐々木は、既に勝利を確信しており、妻の榎本も確信して泣いてまでいたという。

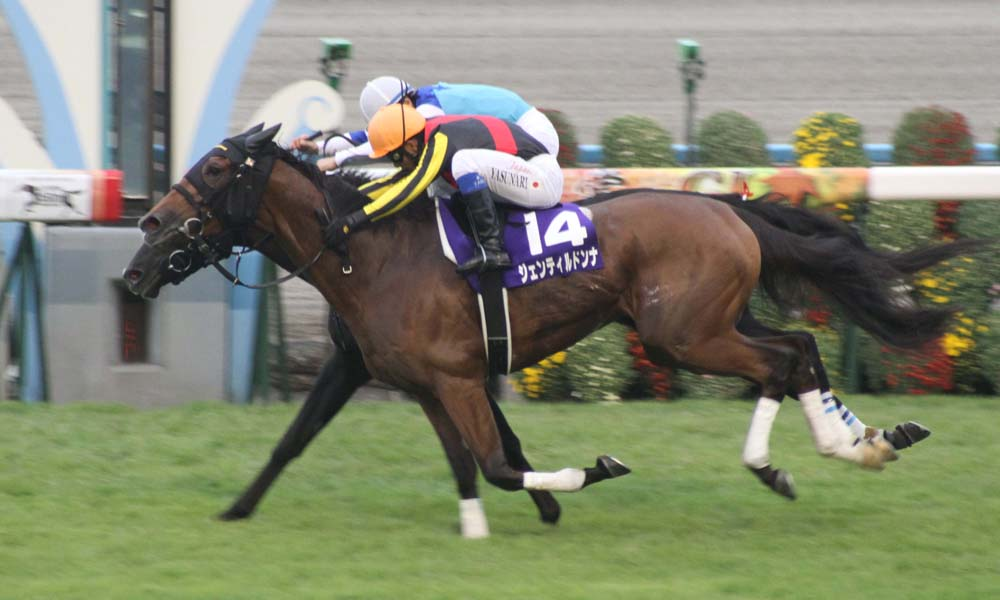
内ヴィルシーナと外ジェンティルドンナが並んだ秋華賞の決勝線

しかし、写真判定によりジェンティルドンナのハナ差先着が判明する。最終戦でジェンティルドンナを最も追い詰めていたが、約7センチメートルという微差でまたもジェンティルドンナに敵わなかった。これにより史上初めてとなる牝馬三冠競走ですべて2着を果たしたと同時に、ジェンティルドンナに史上4頭目となる牝馬三冠を許した。総合して史上初めてとなる牝馬三冠競走すべてで同じワンツーフィニッシュとなっていた。内田は「相手を負かすにはあれしかなかった。（中略）あそこまでジェンティルを追い詰めたのはえらい。同時にあらためて相手の強さを思い知らされた。」と回顧している。この時点でジェンティルドンナは、牡馬牝馬問わず中央競馬史上10頭目の三冠馬となったが、1986年に牝馬三冠を達成したメジロラモーヌの半馬身を上回る最も薄氷の勝利による達成だった。翻ってヴィルシーナは、三冠阻止に最も接近しながら叶わなかった。

#### エリザベス女王杯
続いて11月11日、エリザベス女王即位60年の記念競走となったエリザベス女王杯（GI）で、年上の古馬に初めて挑んだ。この年の札幌記念を優勝した6歳フミノイマージン、ヴィクトリアマイルを優勝した4歳ホエールキャプチャ、福島牝馬ステークスを優勝した4歳オールザットジャズなど、出走メンバーのほとんどが古馬だった。牝馬三冠を果たして世代の牝馬を一蹴したジェンティルドンナは、より強力な相手を求めて牡馬、それも一線級の古馬、外国調教馬も集うジャパンカップ参戦を選んでいた。強敵の不在により、目前で足踏みを続けるGIタイトルを奪取する絶好の機会であると捉えられていた。お鉢が回り1番人気、2番人気フミノイマージンを5.4倍に突き放す単勝オッズ1.9倍という信頼だった。ただし不幸にも当日は、エリザベス女王杯史上初めてとなる雨中での発走となり、32年ぶりとなる重馬場開催、ヴィルシーナは不得手な道悪に見舞われた。
スタートから先行、ハナ争いには加わることなく控えて好位の4番手に落ち着き、折り合いをつけていた。スロー寄りの平均ペースを追走する中、後方を追走していたエリンコートが外からまくりを敢行していた。ヴィルシーナの外側を通ってかわし、すぐ前方に落ち着いていた。ヴィルシーナは被される形となり、そのまくりに影響されて早めの進出となった。エリンコートの外側に進路を確保して追い上げを開始した。直線では逃げ馬を外側から追うべく、内田に強く促されていた。

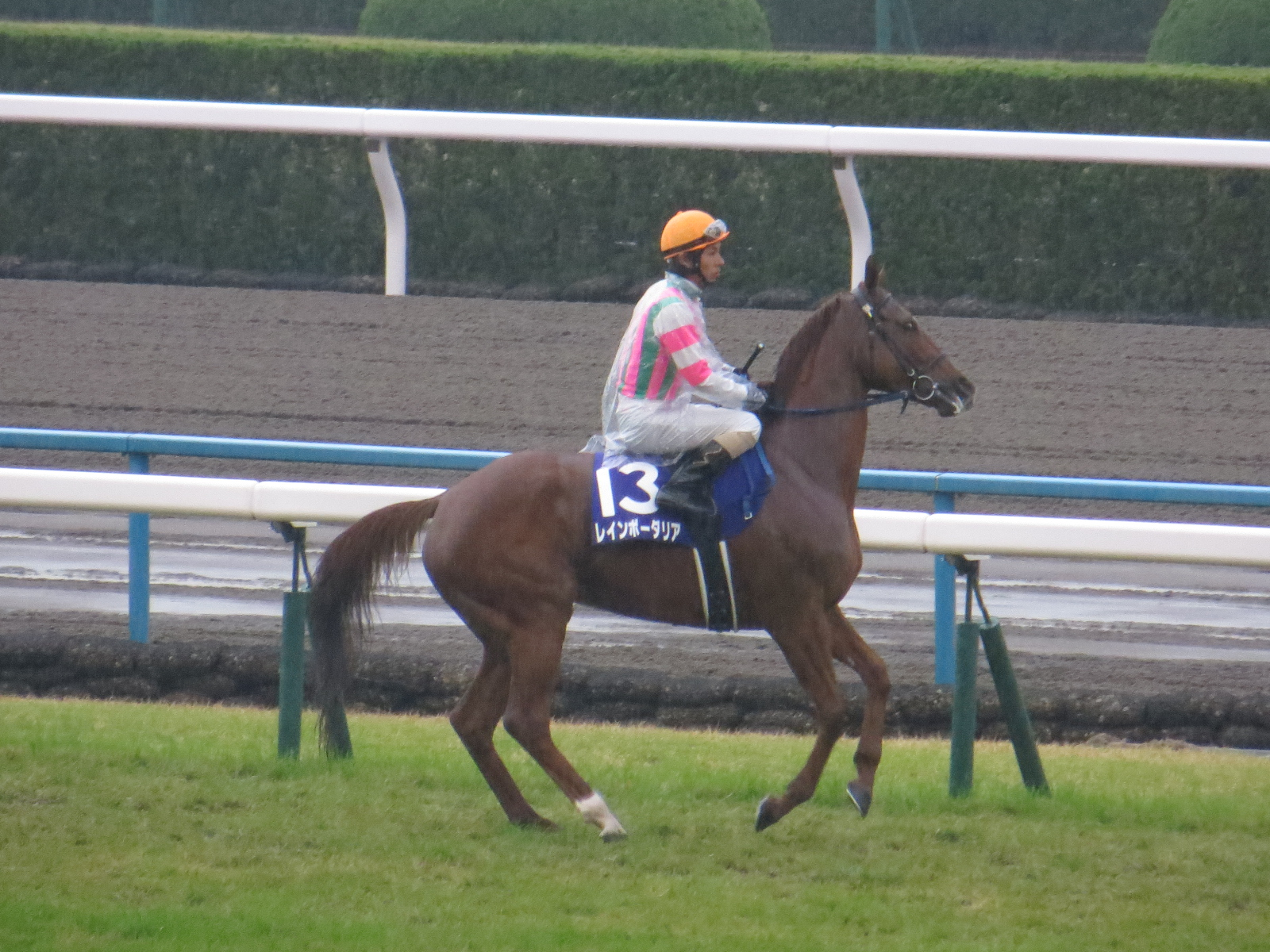
レインボーダリア

しかし内田の動きに反して、ヴィルシーナの末脚は切れなかった。重馬場に脚を取られて、末脚が発揮できなかった。先行から抜け出していたオールザットジャズを差し切ったものの、すぐ隣、外側に後方から追い込む7番人気の5歳レインボーダリアがおり、先頭奪取とはいかなかった。先頭争いはレインボーダリアとヴィルシーナの2頭に絞られ、横一線の末脚勝負となったが、ヴィルシーナは常に後れを取った。抵抗するも盛り返すことができないままに決勝線に到達。クビ差及ばず2着、ジェンティルドンナはいなかったが、道悪巧者のレインボーダリアに阻まれていた。
5戦連続2着であり、GI競走4戦連続2着。2000年の宝塚記念から天皇賞（秋）、ジャパンカップ、有馬記念まですべてテイエムオペラオーに阻まれたメイショウドトウ以来となる同一年のGI競走での4連続2着だった。佐々木は、現役プロ野球選手時代は背番号「22」それから誕生日が「2月22日」を自虐的に引用して連続2着を嘆いていたという。この後は休養となり、年内全休。次なる目標は翌年のヴィクトリアマイルとなった。

### 4歳（2013年）

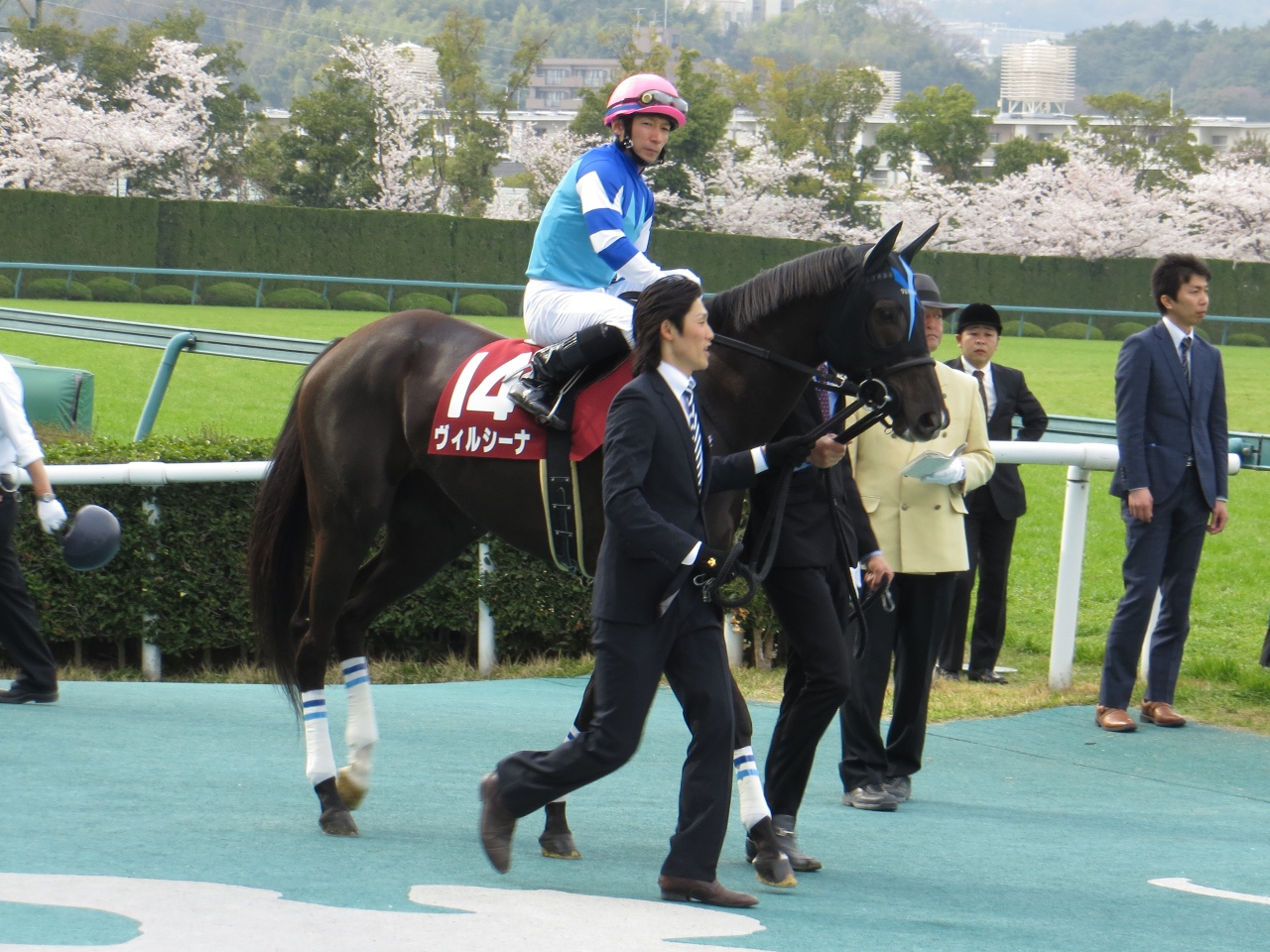
産経大阪杯

ヴィクトリアマイルを目指して3月31日、産経大阪杯（GII）で始動となる。前哨戦は、敢えて牝馬限定重賞に背を向けて、牡馬の一線級にぶつけていた。前々年のクラシック三冠馬オルフェーヴル、東京優駿（日本ダービー）や天皇賞（秋）を優勝したエイシンフラッシュらに挑み、4番人気という信頼だった。スタートから先行し、直線を3番手で迎えたが抜け出すことはできず後退、オルフェーヴルに敗れる6着だった。
そして5月12日、目標のヴィクトリアマイル（GI）に挑み、牝馬限定競走に舞い戻った。前年に敵わなかったジェンティルドンナは、日本あるいは外国の牡馬に挑み続けており、牝馬限定GIには目もくれなかった。ジェンティルドンナとヴィルシーナの歩む路線は異なり、この後2頭が牝馬三冠競走のような一騎打ちの勝負を演じることはなかった。ジェンティルドンナの不在、そして勝利経験のある東京競馬場、当日は晴れの良馬場となって問題なく、単勝オッズ3.1倍だった。京都牝馬ステークス優勝のハナズゴール、阪神牝馬ステークス優勝のサウンドオブハート、ジョワドヴィーヴルら同期を差し置く1番人気だった。

6枠11番から好スタートを切って先行し、ハナはアイムユアーズに譲り2番手を追走した。直線に差し掛かってアイムユアーズに詰め寄ってスパートし、先頭奪取を試みたが、同時に内側からマイネイサベルが進出して先頭争いとなった。マイネイサベルの末脚は鋭く、対してヴィルシーナはそれよりかは鈍かった。そのためかわされ、後れを取ったが、徐々に加速して盛り返し、残り50メートルでマイネイサベルを差し返した。
先頭を得たが、今度は後方待機から外側に持ち出して追い込んだホエールキャプチャの接近を許した。鋭い末脚にたちまち並ばれ、粘る内のマイネイサベル、真ん中ヴィルシーナ、外のホエールキャプチャという3頭横一線の先頭争いとなった。やがて早めに動いたマイネイサベルが鈍り、ヴィルシーナとホエールキャプチャの一騎打ちに絞られたが、優劣は生まれなかった。マイネイサベルに半馬身差をつけた2頭がほとんど同時に決勝線に飛び込み、優劣は写真判定となった。内田もホエールキャプチャに騎乗する蛯名正義もどちらが先着したかわからなかったという。
そして写真判定により、ヴィルシーナのハナ差先着が判明する。ヴィクトリアマイル優勝、GI4戦連続2着の後のGI初勝利を成し遂げた。2頭の優劣は、約12センチメートルという極小差だった。ヴィルシーナには、メイショウドトウに並ぶGI5戦連続2着という記録がちらついていたが、取りこぼさず4戦連続で留めて戴冠していた。佐々木は8年目8度目の挑戦でGI初勝利を成し遂げ、涙を流していた。さらに榎本もまた、勝利の後に正しく泣いていた。佐々木は「大好きだった馬の仔でGIを勝てて最高です」と振り返っている。

また内田は前々週の天皇賞（春）でゴールドシップ、前週のNHKマイルカップでエーシントップでそれぞれ1番人気に推されながら、5着7着で結果で応えることができていなかった。ヴィルシーナでは、3週間連続でGI1番人気を背負っていたが、三度目の正直で叶えている。付け加えてグレード制導入の1984年以降では、2012年阪神ジュベナイルフィリーズを優勝したローブティサージュ以来史上5頭目となる青毛によるGI優勝だった。この後のヴィルシーナは、同じ舞台の安田記念（GI）にクレイグ・ウィリアムズとともに参戦、先行するも直線で後退して8着。以後夏休みとなった。
秋は、前年2着のエリザベス女王杯を目標に、この年の春秋の古馬に解放された牝馬限定GI競走総取りを狙った。岩田とのコンビが復活して京都大賞典（GII）8着から本番のエリザベス女王杯を迎え、1番人気に支持された。スタートから中団を追走し、直線に向いたが末脚を発揮できなかった。失速して突き放され、3歳のメイショウマンボに後れを取る10着だった。続いてジャパンカップ（GI）に参戦し、ジェンティルドンナとの再戦が実現したが、ジェンティルドンナが連覇を成し遂げたのに対し、ヴィルシーナは再び敵わず7着だった。
GI戴冠を果たした春に比べて、秋は大敗3連敗。特に牝馬限定であるエリザベス女王杯の敗退は、陣営の本意ではなかった。この頃のヴィルシーナは、肉体面においては、これまで見合わせていたハードトレーニングができるようになるなど充実していたが、レースでの闘争心が失われるなど精神面が不十分であり、それが不調を招いていた。

### 5歳（2014年）
2月17日、東京新聞杯（GIII）で始動し、内田が舞い戻って参戦する。内田は、この後引退までヴィルシーナに寄り添い続けることとなる。9番人気まで落ちたヴィルシーナは、先行して直線に向いたが、外から詰め寄られると、張り合うことができなかった。復帰戦でも闘争心が戻らず、後退する一方となり11着だった。降雪により月曜日の代替開催となった影響で万全ではない状態での参戦となったものの、やはり闘争心の欠如が大きな問題だった。
続いて4月12日には、阪神牝馬ステークス（GII）で牝馬限定競走に舞い戻った。本番のヴィクトリアマイルを前に、闘争心を再び取り戻すことを狙ってチークピーシズを着用、距離を短縮して初めて1400メートル戦を経験させることとなった。5番人気に推され、敢えて後方を追走。馬群で揉まれる経験をして11着だった。この敗戦を以てヴィルシーナは、丸一年勝利から遠ざかるようになっていた。しかも近頃は、二桁着順での大敗が続いていた。
5月18日、目標のヴィクトリアマイルに参戦する。1番人気で戴冠した前年とは異なり、伏兵の1頭に過ぎなかった。前哨戦優勝から臨む4歳スマートレイアー、前々年優勝で東京新聞杯優勝から臨むホエールキャプチャ、GI3勝の4歳メイショウマンボ、ジャパンカップ2着のデニムアンドルビーらが中心視される一方で、単勝オッズ28.3倍の11番人気だった。

直前の追い切りでは、騎手の竹之下智昭が1年ぶりに担当していた。調教助手ではなく竹之下が騎乗すると、直近にはなかった動きを見せるようになっていた。輸送競馬の前日は、毎回食事をしないのが常になっていたが、この日に限ってはカイバを食むことができていた。そして当日のヴィルシーナは、闘争心に満ち満ちていた。このことから安田も友道も復調を予感していた。阪神牝馬ステークスで後方待機策を試した陣営だったが、従来の先行策が向いていると感触を得て、レースに挑んでいた。
7枠14番という外枠からのスタートから積極的に先行。内枠から主張するクロフネサプライズを下してハナを奪取し、逃げに出ていた。平均ペースを刻みながら先頭を守って最終コーナーを通過した後、直線では、後方勢が一斉に追い上げて接近してきた。闘争心の戻ったヴィルシーナは失速せず、内田に応えて逃げ粘り、先頭をたやすく譲らなかった。まずケイアイエレガントやキャトルフィーユなど先行勢が並びかけてきたが、粘り下していた。続いて後方内からメイショウマンボ、背後からストレイトガールが追い込み、詰め寄られたが、並びかけることを許さなかった。先頭を守り切り、メイショウマンボらに半馬身差をつけて先頭で決勝線に到達していた。
ヴィクトリアマイル戴冠を果たす。史上初めて、かつてアパパネやブエナビスタ、ホエールキャプチャが挑戦しても果たせなかったヴィクトリアマイル連覇を成し遂げていた。また復活優勝という観点では、この年の天皇賞（春）で連覇を達成したフェノーメノに続いて史上6頭目となる、同一JRAGIでの連覇並びに1年に及ぶ連敗ストップを果たしている。また2009年スプリンターズステークスを優勝したローレルゲレイロ以来史上2頭目となる二桁着順連敗からの巻き返しGI優勝を成し遂げていた。佐々木はこの日、千葉県で行われていたザ・レジェンド・チャリティプロアマトーナメントに参加してから車で競馬場に向かっていた。前年も同様のスケジュールで間に合っていたが、この年は渋滞に巻き込まれて、現地観戦は叶わなかった。佐々木は移動中の車内でラジオ観戦し、妻の榎本が臨場して表彰式に参加している。

この後は、安田記念参戦も考えられたが、ヴィクトリアマイルから連続出走して秋に不調に陥ったことを反省して自重。放牧を挟んで6月29日の宝塚記念（GI）に参戦した。内田にはトーセンジョーダンの先約があったため、2歳時以来となる福永が代打を務めた。ゴールドシップやウインバリアシオン、そして再会となるジェンティルドンナなどが立ちはだかる中、8番人気だった。良馬場開催だったが、梅雨時のために水分量が多く、決着タイムが遅い傾向にあった。
好スタートを切り、ハナを奪取して逃げに出た。前半の1000メートルを62.4秒で通過するスローペースを演出した後、後半は継続して速いラップタイムを刻んで道中を緩みのないペースで進み、後方から瞬発力で追い込みを謀るジェンティルドンナなどに脚を溜める暇を与えなかった。先頭を守って直線に向いてからはしばらく先頭を守り、後方のジェンティルドンナなどを鎮めることができた。

ただペースに順応して先行し、好位にいたゴールドシップには敵わなかった。ゴールドシップに突き放され、おまけに同じく好位のカレンミロティックにもかわされたが、最後まで粘り込み3着を確保。ヴィルシーナの演出したペースを浴びたジェンティルドンナは、末脚発揮できず9着敗退。ヴィルシーナは勝利こそ上げられなかったが、6度目にして初めてジェンティルドンナに先着していた。
秋は、府中牝馬ステークス（GII）からエリザベス女王杯への参戦を予定した。しかし主戦の内田が落馬負傷で休養していたことや仕上がり途上だったことから、始動は先送りとなり、府中牝馬ステークス参戦を見送った。そうして直行となったエリザベス女王杯では、復帰した内田が舞い戻って臨んだが、11着敗退だった。続いて引退レースとして暮れの有馬記念（GI）に参戦。逃げて途中で沈み、同じく引退レースとなったジェンティルドンナが優勝、敵わず14着敗退だった。12月28日付で日本中央競馬会の競走馬登録を抹消し、競走馬を引退した。

## 繁殖牝馬時代
競走馬引退後は、生まれ故郷である北海道安平町のノーザンファームで繁殖牝馬となった。2016年に初仔を産んでから、2023年4月時点では、5頭の産駒がおり、初仔と3番仔が競走馬として出世している。初仔のブラヴァス（牡、父:キングカメハメハ）は、2020年の新潟記念（GIII）で優勝し、重賞優勝産駒となった。またブラヴァスは、同年の七夕賞（GIII）やチャレンジカップ（GIII）でも2着となっている。
それから3番仔のディヴィーナ（牝、父:モーリス）は、2022年の豊橋ステークス（3勝クラス）で4勝目を挙げて、オープンクラスに昇格。続いてヴィクトリアマイルに挑み、母娘優勝が期待されたが11着だった。2023年秋の府中牝馬ステークス（GII）で重賞初優勝。

## 競走成績
以下の内容は、JBISサーチおよびnetkeiba.comに基づく。
| 競走日     | 競馬場 | 競走名           | 格      | 距離 （馬場） | 頭 数 | 枠 番 | 馬 番 | オッズ （人気） | 着順 | タイム          | 着差 | 騎手             | 斤量 [kg] | 1着馬 （2着馬）        | 馬体重 [kg] |
| ---------- | ------ | ---------------- | ------- | ------------- | ----- | ----- | ----- | --------------- | ---- | --------------- | ---- | ---------------- | --------- | ---------------------- | ----------- |
| 2011.08.28 | 札幌   | 2歳新馬          |         | 芝1800m（良） | 11    | 5     | 5     | 002.60（1人）   | 01着 | R1:55.2（34.6） | -0.2 | 福永祐一         | 54        | （ゴールデンクラウン） | 440         |
| 0000.11.13 | 京都   | 黄菊賞           | 500万下 | 芝1800m（良） | 10    | 6     | 6     | 002.80（1人）   | 03着 | R1:47.6（34.6） | -0.1 | 福永祐一         | 54        | ブライトライン         | 442         |
| 0000.12.11 | 阪神   | エリカ賞         | 500万下 | 芝2000m（良） | 10    | 2     | 2     | 004.70（3人）   | 01着 | R2:04.1（34.8） | -0.0 | I.メンディザバル | 54        | （タガノレイヨネ）     | 440         |
| 2012.02.11 | 東京   | クイーンC        | GIII    | 芝1600m（良） | 16    | 5     | 9     | 004.70（2人）   | 01着 | R1:36.6（33.6） | -0.2 | 岩田康誠         | 54        | （イチオクノホシ）     | 438         |
| 0000.04.08 | 阪神   | 桜花賞           | GI      | 芝1600m（良） | 18    | 7     | 15    | 010.20（4人）   | 02着 | R1:34.7（35.1） | -0.1 | 内田博幸         | 55        | ジェンティルドンナ     | 434         |
| 0000.05.20 | 東京   | 優駿牝馬         | GI      | 芝2400m（良） | 18    | 5     | 9     | 003.60（2人）   | 02着 | R2:24.4（35.3） | -0.8 | 内田博幸         | 55        | ジェンティルドンナ     | 432         |
| 0000.09.16 | 阪神   | ローズS          | GII     | 芝1800m（良） | 10    | 6     | 7     | 003.80（2人）   | 02着 | R1:47.0（33.2） | -0.2 | 内田博幸         | 54        | ジェンティルドンナ     | 450         |
| 0000.10.14 | 京都   | 秋華賞           | GI      | 芝2000m（良） | 18    | 1     | 1     | 006.10（2人）   | 02着 | R2:00.4（33.9） | -0.0 | 内田博幸         | 55        | ジェンティルドンナ     | 450         |
| 0000.11.11 | 京都   | エリザベス女王杯 | GI      | 芝2200m（重） | 16    | 6     | 12    | 001.90（1人）   | 02着 | R2:16.3（36.1） | -0.0 | 内田博幸         | 54        | レインボーダリア       | 448         |
| 2013.03.31 | 阪神   | 産経大阪杯       | GII     | 芝2000m（良） | 14    | 8     | 14    | 010.60（4人）   | 06着 | R1:59.8（34.2） | -0.8 | 内田博幸         | 54        | オルフェーヴル         | 456         |
| 0000.05.12 | 東京   | ヴィクトリアM    | GI      | 芝1600m（良） | 18    | 6     | 11    | 003.10（1人）   | 01着 | R1:32.4（34.0） | -0.0 | 内田博幸         | 55        | （ホエールキャプチャ） | 450         |
| 0000.06.02 | 東京   | 安田記念         | GI      | 芝1600m（良） | 18    | 7     | 15    | 020.00（7人）   | 08着 | R1:32.0（34.3） | -0.5 | C.ウィリアムズ   | 56        | ロードカナロア         | 448         |
| 0000.10.06 | 京都   | 京都大賞典       | GII     | 芝2400m（良） | 13    | 6     | 8     | 021.70（3人）   | 08着 | R2:23.5（35.1） | -0.6 | 岩田康誠         | 55        | ヒットザターゲット     | 464         |
| 0000.11.10 | 京都   | エリザベス女王杯 | GI      | 芝2200m（重） | 18    | 5     | 9     | 003.30（1人）   | 10着 | R2:17.2（34.6） | -0.6 | 岩田康誠         | 56        | メイショウマンボ       | 466         |
| 0000.11.24 | 東京   | ジャパンC        | GI      | 芝2400m（良） | 17    | 1     | 1     | 049.30（9人）   | 07着 | R2:26.3（34.0） | -0.2 | 岩田康誠         | 55        | ジェンティルドンナ     | 454         |
| 2014.02.17 | 東京   | 東京新聞杯       | GIII    | 芝1600m（重） | 14    | 8     | 15    | 020.60（9人）   | 11着 | 1:34.4（36.0）  | -1.2 | 内田博幸         | 56        | ホエールキャプチャ     | 456         |
| 0000.04.12 | 阪神   | 阪神牝馬S        | GII     | 芝1400m（良） | 13    | 5     | 7     | 012.20（5人）   | 11着 | R1:20.8（34.2） | -0.5 | 内田博幸         | 54        | スマートレイアー       | 460         |
| 0000.05.18 | 東京   | ヴィクトリアM    | GI      | 芝1600m（良） | 18    | 7     | 14    | 028.3（11人）   | 01着 | R1:32.3（34.3） | -0.2 | 内田博幸         | 55        | （メイショウマンボ）   | 456         |
| 0000.06.29 | 阪神   | 宝塚記念         | GI      | 芝2200m（良） | 12    | 3     | 3     | 035.60（8人）   | 03着 | R2:14.6（36.3） | -0.7 | 福永祐一         | 56        | ゴールドシップ         | 458         |
| 0000.11.16 | 京都   | エリザベス女王杯 | GI      | 芝2200m（良） | 18    | 5     | 10    | 018.30（7人）   | 11着 | R2:13.2（34.8） | -0.9 | 内田博幸         | 56        | ラキシス               | 454         |
| 0000.12.28 | 中山   | 有馬記念         | GI      | 芝2500m（良） | 16    | 1     | 2     | 077.7（12人）   | 14着 | 02:36.1（35.4） | -0.8 | 内田博幸         | 55        | ジェンティルドンナ     | 458         |

## 繁殖成績
|       | 生年   | 馬名         | 性 | 毛色   | 父               | 馬主       | 管理調教師                           | 戦績    | 主な勝ち鞍             | 供用   | 出典    |
| ----- | ------ | ------------ | -- | ------ | ---------------- | ---------- | ------------------------------------ | ------- | ---------------------- | ------ | ------- |
| 初仔  | 2016年 | ブラヴァス   | 牡 | 鹿毛   | キングカメハメハ | 佐々木主浩 | 友道康夫（栗東）                     | 26戦5勝 | 2020年新潟記念（GIII） | 種牡馬 | [ 129 ] |
| 2番仔 | 2017年 | レヴィオーサ | 牡 | 黒鹿毛 | キングカメハメハ | 佐々木主浩 | 友道康夫（栗東） →角田輝也（名古屋） | 12戦1勝 |                        | 抹消   | [ 134 ] |
| 3番仔 | 2018年 | ディヴィーナ | 牝 | 鹿毛   | モーリス         | 佐々木主浩 | 友道康夫（栗東）                     | 20戦5勝 | 2023年府中牝馬S（GII） | 繁殖   | [ 130 ] |
| 4番仔 | 2019年 | グラヴィタス | 牝 | 鹿毛   | キングカメハメハ | 佐々木主浩 | 友道康夫（栗東）                     | 不出走  |                        | 繁殖   | [ 135 ] |
|       | 2020年 | （流産）     |    |        | ロードカナロア   |            |                                      |         |                        |        | [ 3 ]   |
|       | 2021年 | （不受胎）   |    |        | ロードカナロア   |            |                                      |         |                        |        | [ 3 ]   |
| 5番仔 | 2021年 | ヴェストリア | 牝 | 栗毛   | レイデオロ       | 佐々木主浩 | 友道康夫（栗東）                     | 7戦0勝  |                        | 引退   | [ 136 ] |
|       | 2022年 | （流産）     |    |        | エピファネイア   |            |                                      |         |                        |        | [ 3 ]   |
|       | 2023年 | （不受胎）   |    |        | モーリス         |            |                                      |         |                        |        |         |
|       | 2024年 | （流産）     |    |        | エピファネイア   |            |                                      |         |                        |        |         |

- 情報は、2025年4月16日時点。

## 血統
| ヴィルシーナの血統              | ヴィルシーナの血統                                     | ヴィルシーナの血統                                   | （血統表の出典）                                     | （血統表の出典） |
| 父系                            | サンデーサイレンス系（ヘイロー系）                     | サンデーサイレンス系（ヘイロー系）                   | サンデーサイレンス系（ヘイロー系）                   | [ § 2 ]          |
| 父 ディープインパクト 2002 鹿毛 | 父の父*サンデーサイレンス Sunday Silence 1986 青鹿毛   | Halo                                                 | Hail to Reason                                       | Hail to Reason   |
| 父 ディープインパクト 2002 鹿毛 | 父の父*サンデーサイレンス Sunday Silence 1986 青鹿毛   | Halo                                                 | Cosmah                                               |                  |
| 父 ディープインパクト 2002 鹿毛 | 父の父*サンデーサイレンス Sunday Silence 1986 青鹿毛   | Wishing Well                                         | Understanding                                        | Understanding    |
| 父 ディープインパクト 2002 鹿毛 | 父の父*サンデーサイレンス Sunday Silence 1986 青鹿毛   | Wishing Well                                         | Mountain Flower                                      |                  |
| 父 ディープインパクト 2002 鹿毛 | 父の母*ウインドインハーヘア Wind in Her Hair 1991 鹿毛 | Alzao                                                | Lyphard                                              | Lyphard          |
| 父 ディープインパクト 2002 鹿毛 | 父の母*ウインドインハーヘア Wind in Her Hair 1991 鹿毛 | Alzao                                                | Lady Rebecca                                         |                  |
| 父 ディープインパクト 2002 鹿毛 | 父の母*ウインドインハーヘア Wind in Her Hair 1991 鹿毛 | Burghclere                                           | Busted                                               | Busted           |
| 父 ディープインパクト 2002 鹿毛 | 父の母*ウインドインハーヘア Wind in Her Hair 1991 鹿毛 | Burghclere                                           | Highclere                                            |                  |
| 母 ハルーワスウィート 2001 栗毛 | 母の父Machiavellian 1987 鹿毛                          | Mr. Prospector                                       | Raise a Native                                       | Raise a Native   |
| 母 ハルーワスウィート 2001 栗毛 | 母の父Machiavellian 1987 鹿毛                          | Mr. Prospector                                       | Gold Digger                                          |                  |
| 母 ハルーワスウィート 2001 栗毛 | 母の父Machiavellian 1987 鹿毛                          | Coup de Folie                                        | Halo                                                 | Halo             |
| 母 ハルーワスウィート 2001 栗毛 | 母の父Machiavellian 1987 鹿毛                          | Coup de Folie                                        | Raise the Standard                                   |                  |
| 母 ハルーワスウィート 2001 栗毛 | 母の母*ハルーワソング Halwa Song 1996 栗毛             | Nureyev                                              | Northern Dancer                                      | Northern Dancer  |
| 母 ハルーワスウィート 2001 栗毛 | 母の母*ハルーワソング Halwa Song 1996 栗毛             | Nureyev                                              | Special                                              |                  |
| 母 ハルーワスウィート 2001 栗毛 | 母の母*ハルーワソング Halwa Song 1996 栗毛             | Morn of Song                                         | Blushing Groom                                       | Blushing Groom   |
| 母 ハルーワスウィート 2001 栗毛 | 母の母*ハルーワソング Halwa Song 1996 栗毛             | Morn of Song                                         | Glorious Song                                        |                  |
| 母系(F-No.)                     | (FN:12-c)                                              | (FN:12-c)                                            | (FN:12-c)                                            | [ § 3 ]          |
| 5代内の近親交配                 | Halo：3×4･5、Northern Dancer 5×4 Natalma 5･5（母内）   | Halo：3×4･5、Northern Dancer 5×4 Natalma 5･5（母内） | Halo：3×4･5、Northern Dancer 5×4 Natalma 5･5（母内） | [ § 4 ]          |
| 出典                            | 1. 2. 3. 4.                                            | 1. 2. 3. 4.                                          | 1. 2. 3. 4.                                          | 1. 2. 3. 4.      |

- 母の半弟にラジオNIKKEI賞勝ちのフレールジャック（父：ディープインパクト）、中日新聞杯・新潟記念勝ちのマーティンボロ（父：ディープインパクト）がいる[139]。
- 従兄弟にみやこステークス・ダイオライト記念勝ちのセラフィックコール、阪神大賞典勝ちのサンライズアースがいる。

## 逸話
- 2012年の牝馬三冠レースではジェンティルドンナに負け続けていたため、その後はサンデーレーシングの勝負服に対抗してバツ印をデザインしたメンコを着用していた[12]。
- オーナーの佐々木主浩は「自分の誕生日は2月22日で、現役時代の背番号が22番だから（ヴィルシーナが2着ばかりなのは）仕方ない」と公言していた[140]。
- 2013年のヴィクトリアマイルで勝利して以降勝ち星から遠ざかり、闘志を見せなくなり、馬群に沈むことが増えた。そのため内田は陣営に「ここのところのヴィルシーナは、先行して他馬にかわされるという競馬を繰り返してきました。ならば今度は、敵をかわして勝つという感覚を取り戻してもらうためにも、短い距離のレースを使って、後方からの競馬をさせてみてはどうでしょう」と提案して、関係者全員が「どうしたらここで勝てるか？」ではなく「どうしたらヴィルシーナに、もう一度絶対に勝ちたい！という気持ちを取り戻してもらえるか？」を考えた結果、2014年4月の阪神牝馬ステークスではあえて後方に待機してレースを進めた。結果は11着であったものの、内田は「負けたけれども『他の馬に食らいついていこう！』という気持ちを、ヴィルシーナに取り戻してもらうことができたと実感した」と述べている[141]。
- 安田晋司調教助手によると、普段は「ヴィル」と呼ばれており、耳と耳の後ろを触られるのが好きだという。また、サイレンや子供の高い声が苦手であった[142]。